# ジェームズ・ヘックマン

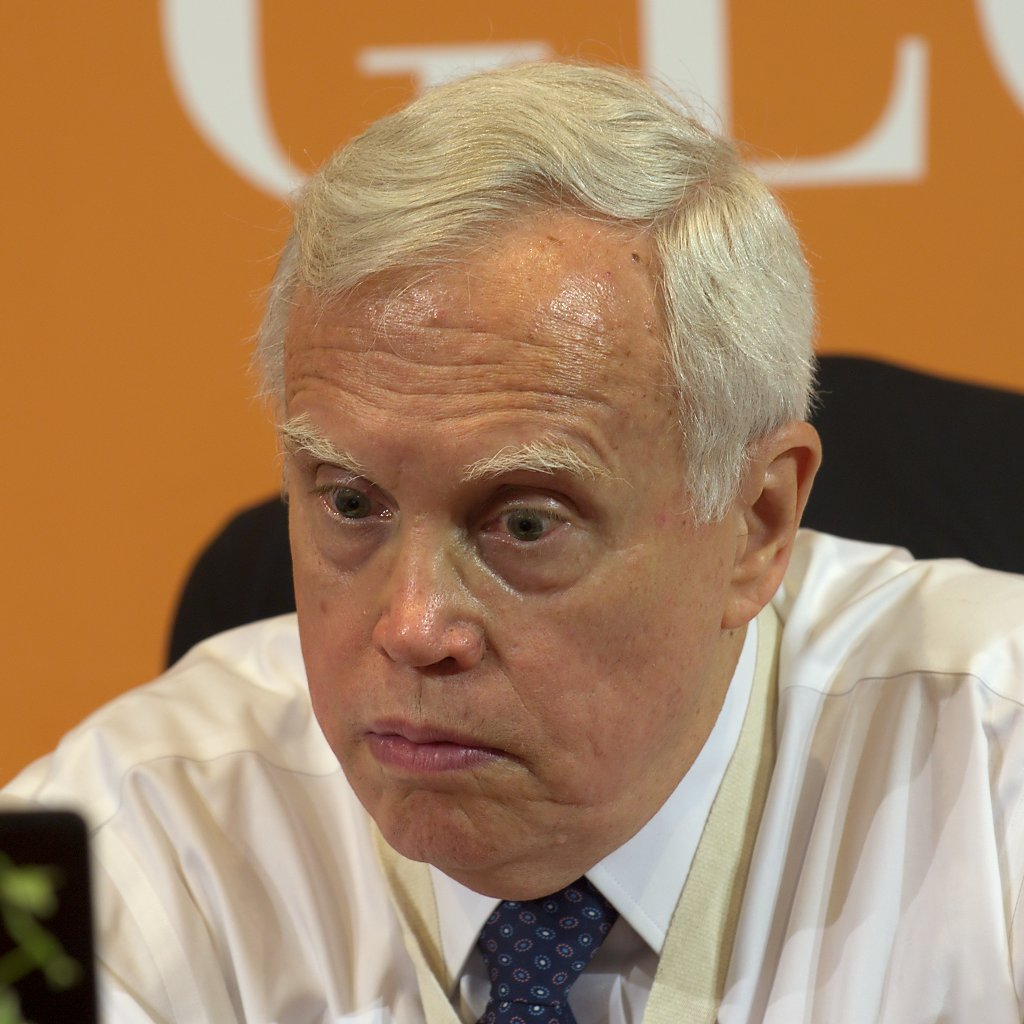
ジェームズ・ヘックマン

ジェームズ・ジョセフ・ヘックマン (James Joseph Heckman、1944年4月19日 - ) は、アメリカ合衆国のシカゴ大学の経済学者。イリノイ州シカゴ生まれ。学者となって以来、プリンストン大学、コロンビア大学、シカゴ大学、南カリフォルニア大学と移りながら研究を重ねてきた。
2000年に労働経済学の計量経済学的な分析を精緻化したことでノーベル経済学賞を受賞。

## 略歴
- 1944年　イリノイ州シカゴで生まれる。
- 1965年　コロラド・カレッジを卒業する（数学、B.A.）。
- 1967年　ニューヨーク大学のジュニア経済アドバイザーとなる。
- 1968年　プリンストン大学で修士号を得る（経済学、M.A.）。
- 1970年 - 1973年　コロンビア大学の助教授となる。
- 1971年　プリンストン大学で博士号を得る（経済学、Ph.D.）。
- 1973年 - 1974年　コロンビア大学で准教授となる。
- 1973年 - 1977年　シカゴ大学で准教授となる。
- 1977年 - 1985年　シカゴ大学で経済学教授となる。
- 1985年 - 1995年　シカゴ大学の教授（Henry Schultz Professor）となる。
- 1995年 - 現在　シカゴ大学の教授（the Henry B. Schultz Distinguished Service Professor of Economics）となる。
- 2004年 - 2008年　ユニバーシティ・カレッジ・ロンドンで教授（the Distinguished Chair of Microeconometricss）となる。
- 2005年 - 2014年　ユニバーシティ・カレッジ・ダブリンで教授（the Professor of Science and Society）となる。

## 栄誉・受賞
- 1983年　ジョン・ベイツ・クラーク賞を受ける。
- 2000年　ノーベル経済学賞を受賞する。
- 2005年　労働経済学会から「生涯業績に対するジェイコブ・ミンサー賞」を受ける。
- 2007年　アメリカ農業経済学会財団から「セオドア・W・シュルツ賞」を受ける。
- 2007年　Sun Yefang Economic Science Arardを受ける。
- 2016年　ダン・デイヴィッド賞を受賞する。

## 主要な業績
- 1978年の論文（Econometrica）によって内生ダミー変数の扱いを論じ、ヘックマンの二段階推定法（通称 Heckit）と呼ばれる推定方法を提案した。この内発性は、計量経済学者には観測されない個人のみが知っている要因が存在し、それに基づいて予想されたTreatment Effectによって個人がTreatmentを選択していることが前提となっている。つまり、データとなるTreatmentを受けたグループとTreatmentを受けなかったグループでは、Treatment Effectは必然的に異なり、Treatmentを受けなかったグループがTreatmentを受けた際（Counterfactual）のTreatment Effectを推定可能にした。様々な政策評価や賃金の教育に対するリターンなどで利用されている。

- Selection Biasに留まらず、通常の回帰では個人間で一定とされてきた係数は、様々な集団によって異なるというリターンの多様性を強調している。2005年の論文（Journal of Labor Economics）では、異なる集団（テスト時における学年の違い）によって異なるFactor Loadingsを許容するFactor AnalysisをNoncognitive Factor、Cognitive Factorの双方で用いた。

- 1985年の論文（Richard Robbとの共著）以来、Treatmentモデルの精緻化を続けている。

- 論文の特徴としては、現実の労働経済に関する豊富な知識から得られる問題意識を、様々な統計手法を用いて計量経済モデル化し、実データを用いて分析するという三段構えのものが多く、長大化する傾向がある。論文生産量はコンスタントに年5本以上というハイペースを続けている。

- 構造モデル推計の中心的支持者であり、実証研究においてはミクロ経済理論に基づく推計と解釈を重視しているが、傾向スコアマッチング法の精緻化など、純粋に統計学的な手法に関する貢献もある(Heckman, Ichimura, Todd, 1997, "Matching as a program evaluation method" Review of Economic Studies)。

- 経済学的基礎付けのない操作変数法による推計の多用に対して批判的である(Heckman, 1997, "Instrumental Variables" Journal of Human Resources)。

## 著書
- Giving Kids a Fair Chance: A Strategy that Works (Boston Review Books)  (MIT Press, 2013) 邦訳『幼児教育の経済学』東洋経済新報社.2015.

### 共著
- Inequality in America: What Role for Human Capital Policies?, with Alan B. Krueger, (MIT Press, 2003).

### 共編著
- Longitudinal Analysis of Labor Market Data, co-edited with Burton Singer, (Cambridge University Press, 1985).
- Law and Employment: Lessons from Latin America and the Caribbean, co-edited with Carmen Pages, (University of Chicago Press, 2004).